# Cláudio Mineiro
Cláudio Antônio do Nascimento (Belo Horizonte, 18 de julho de 1952), conhecido como Cláudio Mineiro, é um ex-futebolista brasileiro, que jogava como lateral-esquerdo.

## Carreira
Começou no América-MG. Excelente marcador e bom apoiador, passou pelo Atlético-MG antes de chegar ao Sport Recife, no forte time montado pelo presidente Jarbas Guimarães em 1975, que reconquistou o campeonato pernambucano depois de 12 anos e ficou conhecido como a "Seleção do Nordeste", contando com craques como Dario e Tobias.
Em seguida, contratado pelo Corinthians, quebrou um tabu ainda maior: fez parte do elenco campeão paulista em 1977, depois de 23 anos. Naquela temporada, Cláudio Mineiro era reserva de Wladimir e Zé Maria, jogando em ambas as laterais.
Em 1979, foi titular do Internacional, campeão brasileiro invicto. Permaneceu no Inter no ano seguinte, quando teve uma forte lesão e foi obrigado a fazer uma cirurgia no joelho. Apenas um mês depois da intervenção, fez questão de jogar contra o Nacional, em Montevidéu, no segundo jogo da final da Libertadores de 1980, que o Inter acabou perdendo por 1–0.
No final de sua carreira, Cláudio Mineiro voltou ao Recife, tendo sido bicampeão pernambucano pelo Náutico.
Em 1986, jogou pelo Treze da Paraíba e em 1987 pelo Corumbaense.
Depois de encerrada a carreira como jogador, mudou-se para o Mato Grosso do Sul e tornou-se treinador, já tendo dirigido o Corumbaense (2005-2006) e o Pantanal (2007-2008).

## Títulos
Sport
- Campeonato Pernambucano: 1975[3]

Corinthians
- Campeonato Paulista: 1977[3]

Internacional
- Campeonato Brasileiro: 1979[1][3]

Náutico
- Campeonato Pernambucano: 1984 e 1985[3]